# Среднерогатский дворец

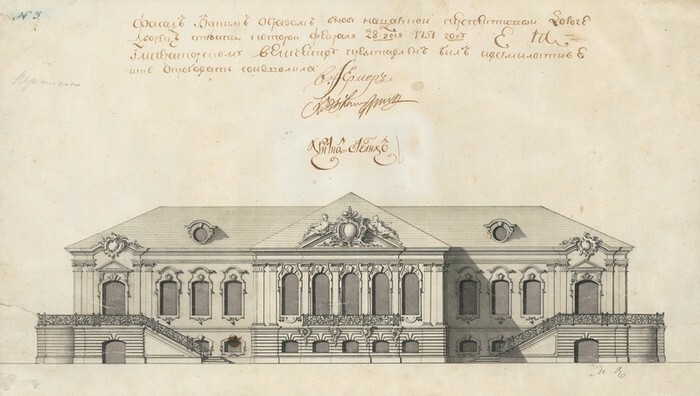
Изначальный проект XVIII в. авторства Растрелли

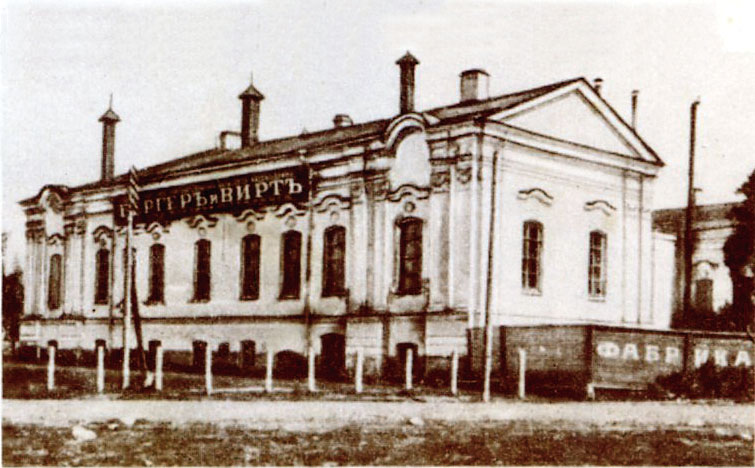
Фактическое состояние в начале XX в.

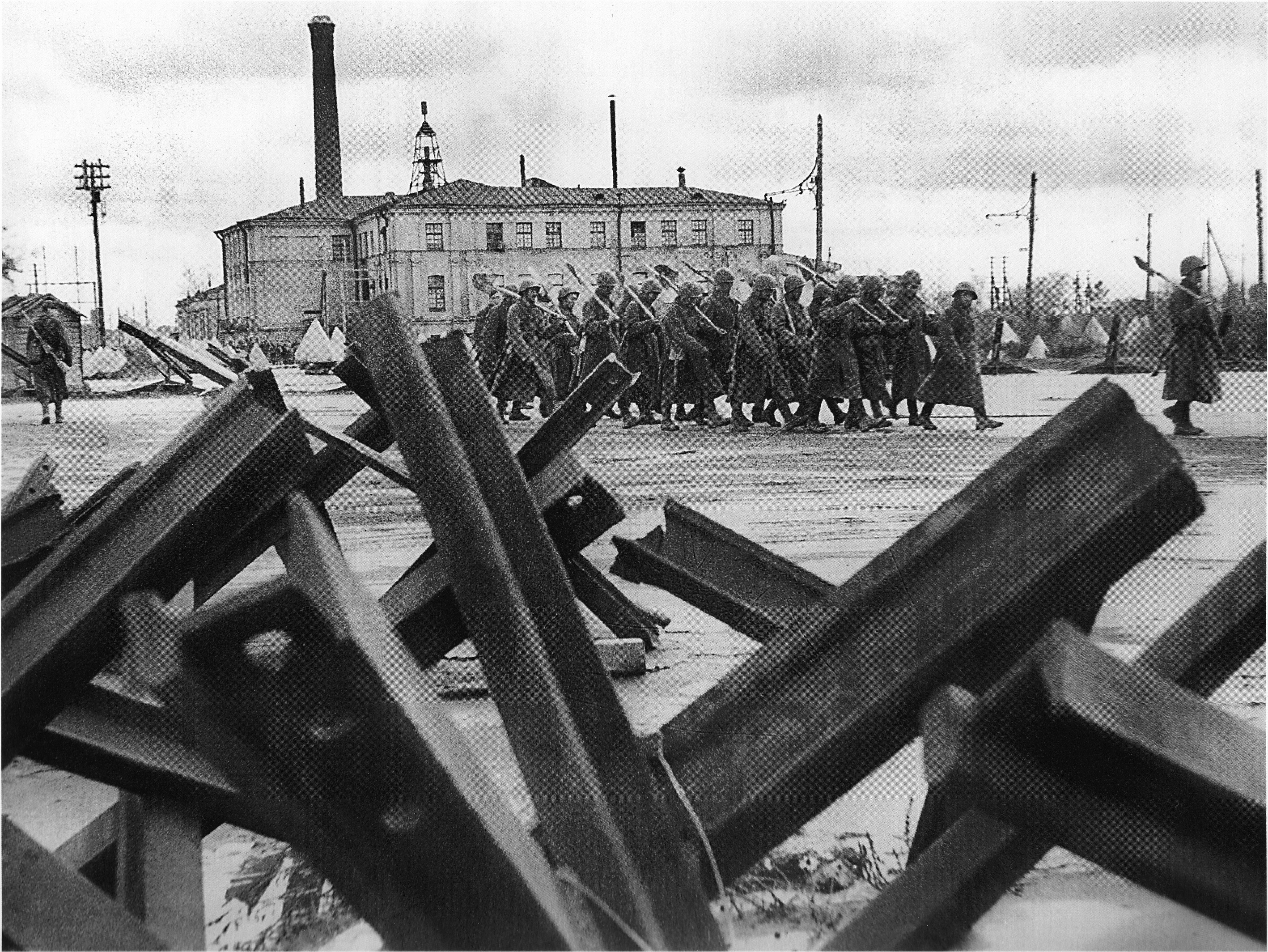
Дворец на фотографии 1942 года

Среднерогатский (путевой) дворец — утраченный путевой дворец в Санкт-Петербурге, служивший для отдыха царской семьи во время поездок в Царское Село.

## Первый Среднерогатский дворец
На пересечении дорог — из Петербурга в Москву и из Петербурга в Саарскую мызу — летом 1714 года был построен деревянный одноэтажный путевой дворец из восьми комнат, предназначенный для отдыха царской семьи во время поездок в Саарскую мызу (Царское Село).
Дворец, называвшийся Среднерогатским, получил своё название по местности Средняя Рогатка — с петровских времён тут находились шлагбаум, или, как тогда говорили, рогатка, и сторожевая будка с караульными. Таких рогаток на пути находилось три: первая у Московской заставы, вторая (средняя) — около дворца и третья (дальняя) — на прудовой мельничной плотине под Пулковской горой. Ставили их в петровское время для «препятствия проходу злонамеренных людей»: беглых солдат и крепостных, пытавшихся уйти из Петербурга; извозчиков, нарушавших царский указ о привозе на каждой подводе трех камней для мощения петербургских улиц, и тех городских жителей, которые хотели выехать без разрешения.

## Императрица Елизавета Петровна и второй Среднерогатский дворец
Тридцать лет после Петра Великого Среднерогатский дворец не использовался, пришёл в упадок. В 1743 г. покосившееся строение у «Средних рогаток» сломали и построили на его месте большое деревянное строение со многими пристройками, в том числе с кухней.
При Елизавете Петровне в Среднерогатском путевом дворце жила придворная прислуга — десять человек, взятых из петербургского Зимнего, а затем — из Царскосельского дворца. Для своего прокорма слугам разрешили разбить участки, а на случай приезда кортежа императрицы во дворце хранился запас продуктов, водки и вина.
Елизавета останавливалась в Среднерогатском дворце очень часто, есть даже свидетельства, что она в нём ночевала.
В 1744 в Средней Рогатке поставили столб с изображением трёх рук, указывавших направление трёх дорог: на Петербург, на Царское Село и Москву, на Петергоф и Варшаву. В народе столб получил название «Три руки». Позднее их стало четыре, что дало ещё одно название путевому дворцу — Дворец «у четырёх рук».

## Третий Среднерогатский дворец, или дворец «у четырёх рук»
8 ноября 1750 года последовал приказ построить «у рук на Царскосельской перспективе» вместо деревянного каменное здание. 28 февраля придворный архитектор Растрелли представил проект дворца. Весной 1751 г. третий Среднерогатский дворец, теперь на правой стороне дороги, начал строиться. Курировал строительство «архитектурный газель» С. Волков; 17 апреля 1754 г. строительство было завершено. Одноэтажный, на высоком полуподвале, путевой дворец имел пятнадцать комнат и большой зал.
Историк Курбатов писал:
«Здание не особенно блестяще и по плану и по декорации фасада довольно скромно, но пропорции его совершенны и даже теперь, несмотря на страшное запустение, сохранилось впечатление праздничной постройки. На чертеже Растрелли впечатление ещё эффектнее.» 
Внутреннюю отделку дворца не стали делать особо роскошной, была изящная лепнина, на стены наклеили бумажные голландские обои и привезли из царскосельского дворца три зеркала и бронзовые подсвечники для каждой комнаты.
При Екатерине II путевой дворец на Средней Рогатке использовался редко, поэтому вышел указ поселить в комнатах постояльцев с платой 55 рублей в год.

## Павел I и Среднерогатский дворец
Император Павел I, умевший экономить деньги, всех слуг из дворца приказал вывезти, из Среднерогатского дворца сделать почтовую станцию. Полуразвалившийся «второй» Среднерогатский деревянный дворец на левой стороне дороги снесли 25 июня 1791 г., а место это выровняли и почистили.
В 1831 году здание отремонтировали, несколько перестроили, и в нём разместился «Трактир трёх рук». Позже это место стали называть «у четырёх рук», так как летом 1816 года здесь был поставлен новый столб с четырьмя указателями дорог: на Москву, Царское Село, Петергоф и Петербург.
Ещё через 20 лет, в 1850 году, дворец был продан под фабрику типографской краски и чернил. В 1925 году произошёл пожар, после которого здание перестроили и надстроили ещё один этаж. В результате величественный дворец и вовсе стал похож на богадельню. Здесь долгое время и после войны находилось промышленное предприятие, связанное с химическим производством.

## Снос дворца
При строительстве мемориала «Героическим защитникам Ленинграда» на площади дворец не вписался в проект. Он стоял обращённым главным фасадом к Московскому шоссе, а к парадной площади оказывался торцом. Было решено разобрать дворец и собрать его заново, изменив расположение. Дворец был обмерен, элементы декора демонтированы и сохранены. В 1971 году дворец был разобран, но восстановление так и не состоялось. Резные капители с фасада дворца экспонировались на выставке «Архитектура Петербурга 1703—1917 гг.» в музее истории города. В 1972 году территория дворца стала частью Пулковского парка.